# Casa de Waldersee

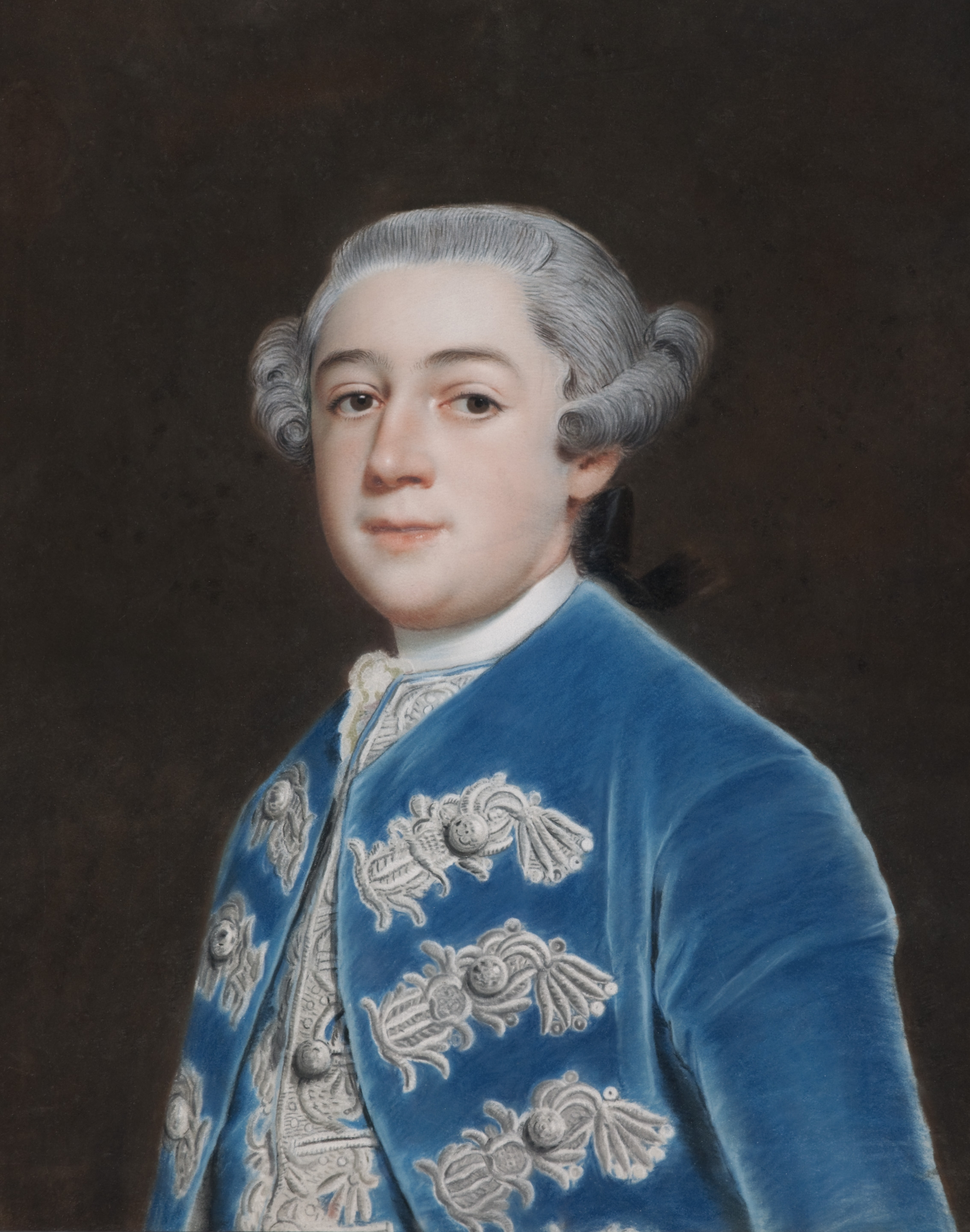
Leopoldo III de Anhalt-Dessau, padre del primer conde de Waldersee.

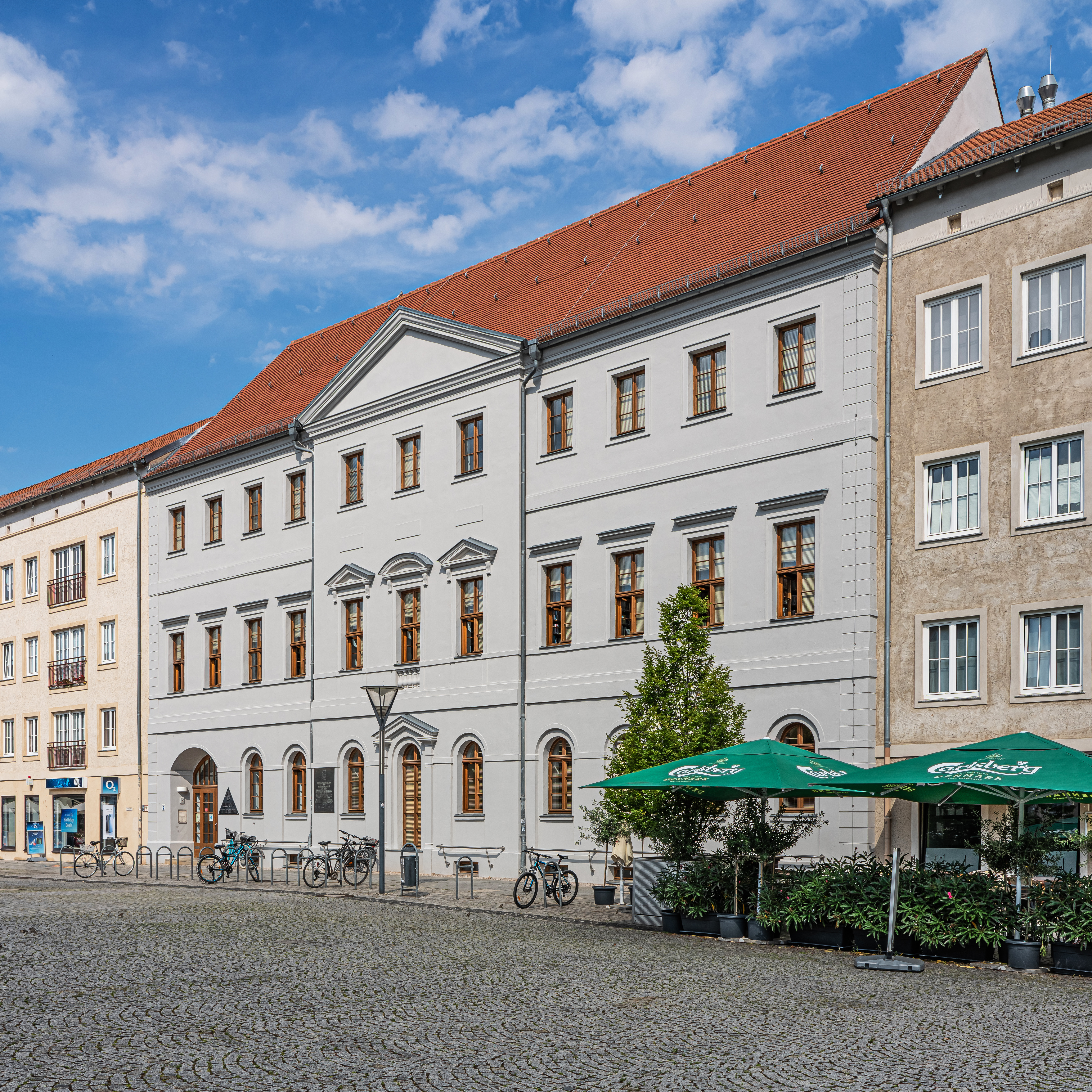
Palacio Waldersee en Dessau.

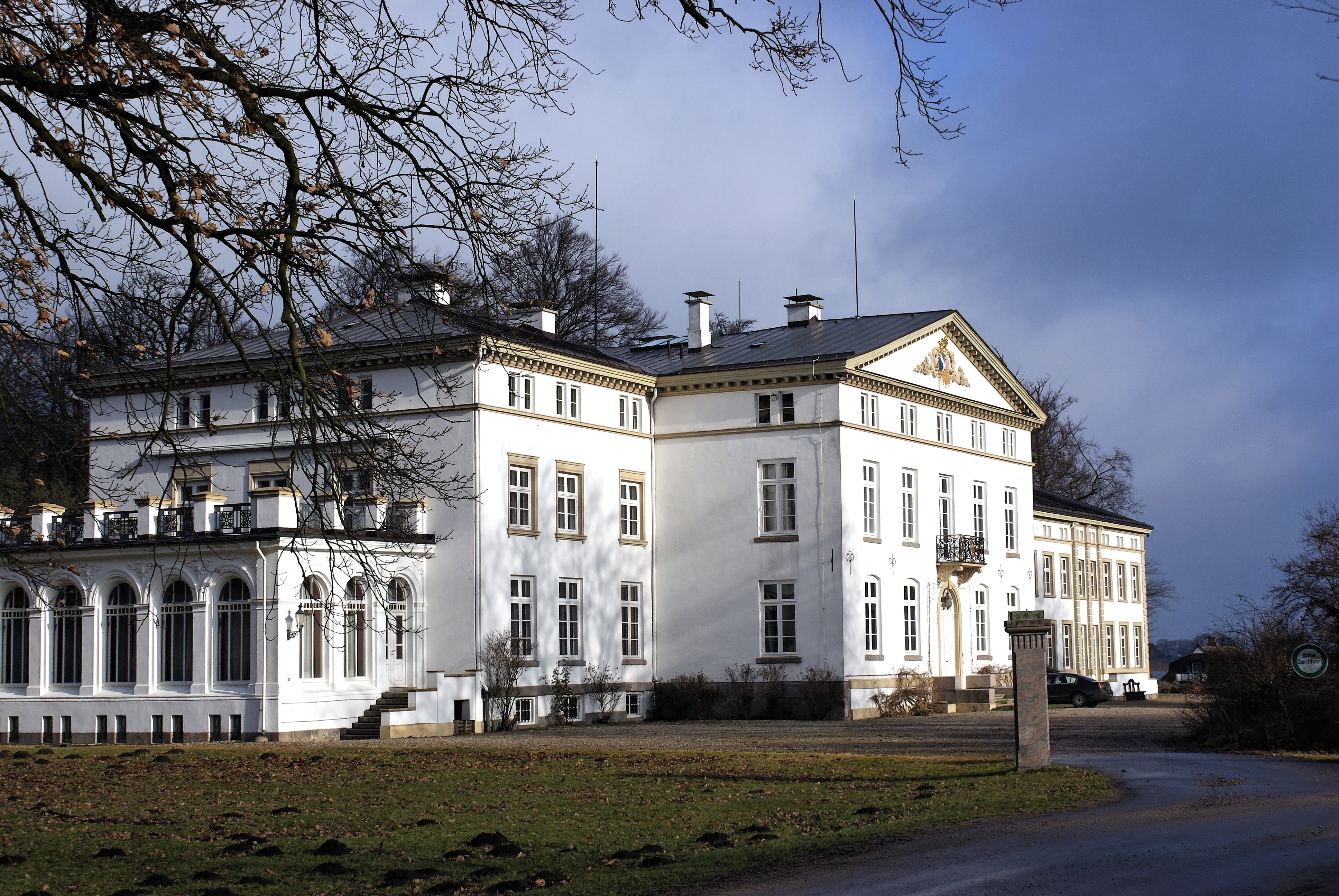
Finca Waterneverstorf.

La Casa de Waldersee, es el nombre de una familia noble alemana, una rama ilegítima y morganática de la  rama Anhalt-Dessau de la Casa de Ascania, fueron elevados a conde en el Reino de Prusia en 1786.
Desde 1897 los condes Waldersee son propietarios de la finca Waterneverstorf, también llamada Waldersee en honor a sus propietarios actuales, en el municipio de Behrensdorf en el Gran Lago en el este de Schleswig-Holstein.

## Historia
El origen de los condes de Waldersee se remonta a la relación extramatrimonial de Leopoldo III, príncipe soberano de Anhalt-Dessau (1740-1817) con Johanne Eleonore Hoffmeyer (1746-1816), de la que nacieron tres hijos, dos mujeres y un varón a los cuales se les otorgó el apellido Waldersee:
- Wilhelmine Eleonore Friederike (14 de junio de 1762-23 de septiembre de 1762), murió a los meses de nacida.
- Franz Johann Georg  (5 de septiembre de 1763-30 de mayo de 1823).
- Louise Leonore Friederike (30 de agosto de 1765-1804), se casó con el barón Johann Heinrich Gottlob Von Kalitsch, tuvieron un hijo.

Por presiones del rey Federico II de Prusia Leopoldo no pudo abdicar y casarse con Johanne para luego huir e instalarse en Inglaterra con su familia. El mismo año que nació la última de los hijos en común, Johanne se casó con Adolf Heinrich von Neutschütz (1739-1816) y en 1767 Leopoldo se casó con su prima la princesa Luisa de Brandeburgo-Schwedt por mediación del rey Federico II.
Franz y su hermana Louise fueron criados en la corte de Dessau y tuvieron una buena relación con su familia paterna, Franz fue un funcionario y escritor, el príncipe Leopoldo hizo construir un palacio en Dessau el cual le fue obsequiado como residencia, el palacio pasó a denominarse palacio de Waldersee. Por sus méritos en la milicia prusiana el 15 de octubre de 1786 el rey Federico Guillermo II de Prusia le concedió el título de conde. Se casó con la condesa Luisa Carolina Casimira Sofía de Anhalt (1767-1842), hija del conde Alberto de Anhalt y Sophie Luise Henriette von Wedel (1750-1773), Luisa era descendiente de dos matrimonios morganáticos y por lo tanto no tenía título y princesa aunque su posición era mayor a la de Franz por ser hija legítima, el matrimonio tuvo tres hijos y tres hijas.
El 13 de octubre de 1887 el bisnieto de Franz, el conde Franz Georg Kurt Eduard de Waldersee (1862-1927) se casó con la condesa Lucie Henriette de Holstein-Holsteinborg (15 de diciembre de (1865-19 de mayo de 1914), hija del conde Conrad Adolph August de Holstein-Holsteinborg (1825-1897) y de la baronesa Caroline de Heintze und Weissenrode (1832-1871), cuando la línea masculina de los condes de Holstein-Holsteinborg se extinguió en 1897 con la muerte del padre de Lucie Henriette, su propiedad de Holstein, el Castillo de Waterneverstorf, pasó a los condes de Waldersee, que todavía poseen la propiedad en la actualidad.

## Escudo de armas
El escudo de armas de 1786 está cuartelado en oro y gules y cubierto con un escusón de plata, en el que hay dentro un águila negra coronada (prusiana). Está timbrado con tres cascos con fundas rojas y doradas: a la derecha dos brazos cruzados en crecimiento decorados de sable y oro, cada uno con una pluma de pavo real natural en sus manos desnudas, en el medio un sombrero puntiagudo de gules y a la izquierda un sombrero negro con corona ducal (Silesia) Águila. Los tenantes del escudo son dos leones dorados que miran hacia adentro.
El escudo de armas de los condes de Waldersee se remonta al de la antigua y extinta familia noble de los valdesios. El escudo de armas de los condes de Waldeser, que constaba de seis campos en rojo y amarillo, seis banderas, así como tres mechones y frondas, tenía una forma modificada con cuatro campos del príncipe Joaquín Ernesto en el escudo de armas de los príncipes de Anhalt y más tarde se integró en el gran escudo de armas del Ducado de Anhalt. De esta forma también forma la base del escudo de armas de los condes de Waldersee. Los colores también se pueden encontrar como parte de los escudos de armas de Dessau y Dessau-Roßlau como símbolo del distrito de Waldersee.

## Miembros de la familia conocidos
- Conde Francisco Enrique de Waldersee (1791-1873), general prusiano de la caballería.
- Conde Federico de Waldersee (1795-1864), teniente general prusiano y escritor militar.
- Conde Federico Francisco de Waldersee (1829-1902), teniente general prusiano.
- Conde Pablo de Waldersee (1831-1906), músico y musicólogo militar prusiano.
- Conde Alfred von Waldersee (1832-1904), mariscal de campo general prusiano, jefe del Estado Mayor General de Alemania de 1888 a 1891 y como comandante supremo aliado en China de 1900 a 1901.
- Condesa María de Waldersee (1837-1914), patrocinadora germano-estadounidense de instituciones sociales.
- Conde Jorge de Waldersee (1860-1932), teniente general prusiano.
- Conde Gustavo de Waldersee (1864-1945), general de división prusiano.
- Condesa Etta de Waldersee, (nacida como: von Le Fort) (1902-1978), vicepresidente de la Cruz Roja Alemana.
- Conde Bernardo de Waldersee (1952), diplomático alemán, embajador de Alemania en Uruguay de 2007 a 2009.

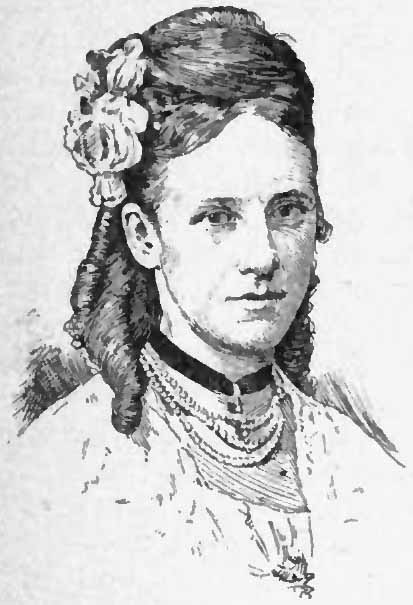
María, Condesa de Waldersee
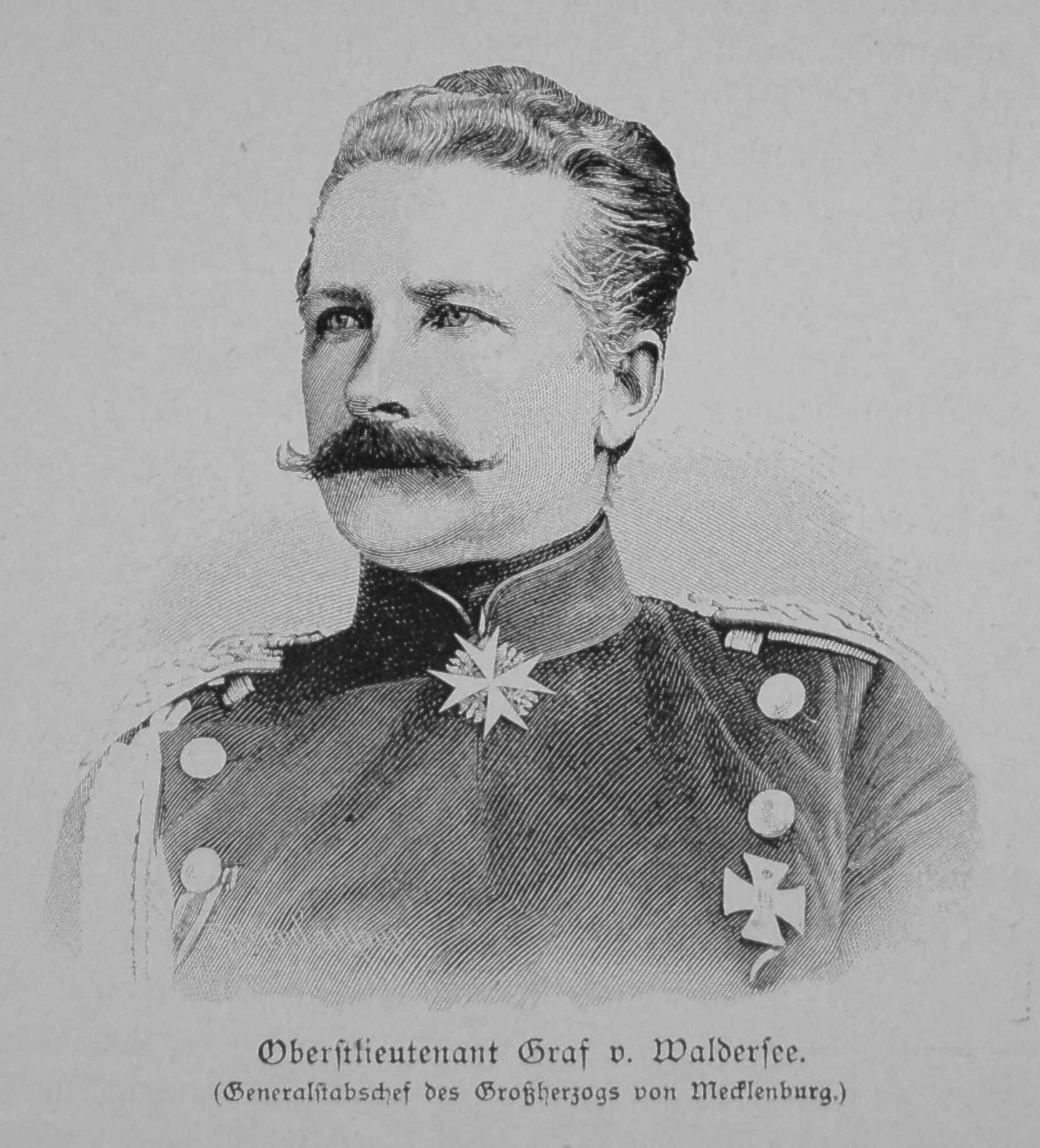
Alfredo, conde de Waldersee